# Барабаш Юрій Григорович
Барабаш Юрій Григорович (28 червня 1980 року, місто Конотоп, Сумська область) — український правник-конституціоналіст, представник Харківської школи конституційного права. Доктор юридичних наук (2009), професор (2012), Голова Науково-консультативної ради Конституційного Суду України (2019).
З вересня 2010 року до червня 2021 року обіймав посаду проректора з навчальної роботи Національного юридичного університету імені Ярослава Мудрого, а з липня 2021 року і дотепер обіймає посаду проректора з науково-педагогічної роботи та стратегічного розвитку цього університету. У квітні 2012 року його обрали членом-кореспондентом Національної академії правових наук України, а в червні 2025 року — дійсним членом (академіком) Національної академії правових наук України. У червні 2023 року його також обрали членом Президії та академіком-секретарем відділення державно-правових наук і міжнародного права цієї академії (за сумісництвом).

## Життєпис
- Народився 28 червня 1980 року в місті Конотоп Сумської області.
- З вересня 1997 року по червень 2002 року навчався у Національній юридичній академії України імені Ярослава Мудрого (таку назву виш мав на момент здобуття професором Барабашем освіти, нині — це Національний юридичний університет імені Ярослава Мудрого), яку закінчив з відзнакою.
- У жовтні 2002 року вступив до аспірантури Національної юридичної академії України імені Ярослава Мудрого (відповідальна за підготовку кафедра —кафедра конституційного права України).
- У березні 2004 року закінчив аспірантуру та захистив дисертацію на здобуття наукового ступеня кандидата юридичних наук на тему «Парламентський контроль в Україні: проблеми теорії та практики» (вчене звання доцента присвоєне 2007 року).
- З березня 2004 року по вересень 2005 року працював асистентом кафедри конституційного права України Національної юридичної академії України імені Ярослава Мудрого, а з вересня 2005 року по лютий 2007 року — доцентом цієї кафедри та за сумісництвом заступником декана факультету підготовки кадрів для органів юстиції Національної юридичної академії України імені Ярослава Мудрого.
- З лютого 2007 року – виконувач обов’язків завідувача кафедри конституційного права України Національної юридичної академії України імені Ярослава Мудрого, а з червня 2007 року по квітень 2015 року – завідувач цієї кафедри. З липня 2015 року — професор кафедри конституційного права України Національного юридичного університету імені Ярослава Мудрого.
- У жовтні 2009 року захистив дисертацію на здобуття наукового ступеня доктора юридичних наук на тему «Державно-правові конфлікти на сучасному етапі державотворення: конституційно-правовий аспект» (вчене звання професора присвоєне 2012 року).
- З вересня 2010 року по червень 2021 року — проректор з навчальної роботи Національного юридичного університету імені Ярослава Мудрого, а  з  липня 2021 року — проректор з науково-педагогічної роботи та стратегічного розвитку цього університету[1][2].

## Головне про наукову та науково-педагогічну діяльність

### Ключові сфери наукових інтересів
- Основи конституційної юриспруденції
- Конституційно-правові засади безпосереднього народовладдя
- Державно-правова конфліктологія
- Теорії конституції і конституціоналізму
- Конституційні механізми реалізації принципу соціальної держави
- Модернізація конституційної юрисдикції в сучасних умовах
- Доктрина «войовничої демократії» та її застосування в сучасних умовах
- Модернізація правничої освіти[3]

### Дисертаційні дослідження (Magnum opus)
- «Парламентський контроль в Україні: проблеми теорії та практики» (спеціальність 12.00.02) (2004)
- «Державно-правові конфлікти на сучасному етапі державотворення» (спеціальність 12.00.02) (2009)[3]

### Вчитель
Учителем професора Барабаша був відомий український конституціоналіст Тодика Юрій Миколайович, який спершу став науковим керівником Юрія Григоровича під час його роботи над кандидатською дисертацією, а надалі вже взяв на себе роль наукового консультанта під час роботи професора Барабаша над докторською дисертацією. 

### Учні
Юрій Григорович Барабаш виховав низку українських конституціоналістів. Саме під науковим керівництвом професора Барабаша утвердилися як фахівці у галузі конституційного права такі молоді українські конституціоналісти як Олександр Бакумов, Григорій Берченко, Віталій Ковтун, Богдан Мохончук, Катерина Павшук, Павло Романюк та ін.
Професор Барабаш і надалі активно готує здобувачів наукового ступеня кандидата юридичних наук [доктора філософії в галузі права (Ph.D. in Law)] як науковий керівник, а також здійснює підготовку здобувачів наукового ступеня доктора юридичних наук як науковий консультант.

## Науково-експертна діяльність
- Здійснював експертизу та надавав допомогу у розробці проєкту народної Конституції для Республіки Білорусь (команда обраного Президента С. Тихановської) (2020–2021).
- Виступав експертом з конституційного права та конституційного судочинства Міжнародного інституту демократії та сприяння виборам (International IDEA) під час підготовки проєктів Закону «Про Конституційний Суд Республіки Білорусь» (2022–2023) та Закону «Про Уряд Республіки Білорусь» (2023–2024).
- Був лектором Літніх шкіл «Верховенство права та конституціоналізм» (2012–2024), Літніх шкіл з конституційного права (2019), з методології викладання галузевих юридичних дисциплін публічно-правового циклу (2021), а також Літньої школи «Реальний суд: роль судової влади у захисті прав людини під час війни та небезпеки» (2023), організованих Офісом Координатора проектів ОБСЄ в Україні.
- Залучався як експерт з питань розвитку вищої юридичної освіти Програмою USAID «Нове правосуддя» (2017).
- Надавав науково-експертні висновки за запитами суддів Конституційного Суду України; залучався Конституційним Судом України як спеціаліст з конституційного права у двох провадженнях.
- Був експертом Міністерства освіти і науки України з підготовки завдань для Єдиного фахового вступного випробування для вступників до правничої магістратури (2019–2020).
- Виступав із гостьовими лекціями в Техаському Університеті в Остіні (США) та Державному Університеті Північної Парани (Бразилія) (2022, 2023).
- Підготував 11 кандидатів юридичних наук, виступив науковим консультантом з підготовки двох докторських дисертацій з конституційного права.
- Голова Спеціалізованої вченої ради із захисту докторських дисертацій Д 64.086.01 у Національному юридичному університеті імені Ярослава Мудрого[2].

## Громадська діяльність
- Член Виконавчого комітету Міжнародної асоціації конституційного права (IACL-AIDC)[5].
- Голова Науково-консультативної ради Конституційного Суду України[6].
- Заступник голови робочої групи з підготовки пропозицій щодо внесення змін до Конституції України Комісії з питань правової реформи при Президентові України[7].
- Член Колегії Державної служби якості освіти України[8].
- Член Робочої групи із забезпечення проведення ЄДКІ зі спеціальностей 081 «Право» та 293 «Міжнародне право» Міністерства освіти і науки України[9].
- Член Редакційних рад «Вісника Конституційного Суду України»[10], журналів «Право України» та «Український часопис конституційного права».

## Реалізовані освітні та наукові проєкти
- Є одним із засновників Харківського міжнародного юридичного форуму — єдиного заходу правничого спрямування, що проводиться під егідою Уряду України (розпорядження Кабінету Міністрів України від 19 вересня 2018 року № 656-р «Про проведення Харківського міжнародного юридичного форуму»[11]).
- Виступив одним із розробників програм двох дипломів Національного юридичного університету імені Ярослава Мудрого та Університету імені Миколаса Ромеріса (м. Вільнюс, Литовська Республіка) з міжнародного публічного права та європейського і міжнародного бізнес-права[12].
- Був адміністратором Міжнародної сертифікатної програми «Практичний курс з верховенства права (правовладдя)»[13], яку проводять Національний юридичний університет імені Ярослава Мудрого та Університет Південної Кароліни (США).

## Основні наукові праці

### Монографії одноосібні
1. «Парламентський контроль в Україні: конституційно-правовий аспект» (Харків: Легас, 2004).
2. «Державно-правові конфлікти в теорії та практиці конституційного права» (Харків: Право, 2008)[3].

### Монографії у співавторстві (загалом 15)
1. «Проблеми та перспективи запровадження індивідуальної конституційної скарги в Україні» (Харків: Право, 2010);
2. «Демократичні засади організації і функціонування вищих органів державної влади України» (Харків: Право, 2013)[1][2];
3. «Ukrainian Legal Doctrine Volume 2: Ukrainian Public Law Doctrine» (London: Wildy, Simmonds & Hill Publishing, 2016);
4. «The EU in the 21st Century: Challenges and Opportunities for the European Integration Process» (Basel: Springer Nature Switzerland AG, 2020);
5. «Democratizing the Constitution of Belarus. Towardsa Constitution for a New Belarus in a European Context / Pabel Katharina (ed.); Buchsbaum Thomas (ed.)» (Vienna: Verlag Österreich, 2024).

### Підручники
1. Конституційна юрисдикція : підручник / за ред. Ю. Г. Барабаша та А. О. Селіванова (Харків. Право, 2012);
2. Конституційне право: підручник / за загальною редакцією М. І. Козюбри / Ю. Г. Барабаш, О. М. Бориславська, В. М. Венгер, М. І. Козюбра, О. М. Лисенко, А. А. Мелешевич (Київ. ВАІТЕ, 2021).

### Статті (загалом понад 80)
1. Цінності конституційного ладу України: між міфом і реальністю // Публічне право, Спеціальний випуск, 2018;
2. Freedom of Speech Militant Democracy: The Historyof Struggle against Separatism and Communism in Ukraine // Baltic Journal of European Studies, Vol. 9, № 3 (28), 2019 (у співавторстві);
3. «Засіб захисту прав vs юридична визначеність» як дилема вітчизняної офіційної конституційної доктрини в контексті функціонування інституту індивідуальної скарги // Український часопис конституційного права, № 4, 2020.

Загальна кількість наукових публікацій — понад 160 праць.

## Нагороди та відзнаки
1. Заслужений діяч науки і техніки України (2021)[14];
2. Лауреат Державної премії України в галузі науки і техніки (2019)[15];
3. Відзнака Президента України «За оборону України» (2023);
4. Стипендіат Іменної стипендії Верховної Ради України для найталановитіших молодих вчених (2014)[16];
5. Почесна відзнака Конституційного Суду України (2014), Грамота Голови Конституційного Суду України (2022);
6. Лауреат Премії Кабінету Міністрів України за особливі досягнення молоді у розбудові України (2009)[17], Почесна грамота Кабінету Міністрів України (2013);
7. Грамота Міністерства освіти і науки України (2010), Відзнака Міністерства освіти і науки України «Відмінник освіти» (2014), Почесна грамота Міністерства освіти і науки України (2019);
8. Відзнаки Міністерства оборони України «Знак пошани» (2021), «За сприяння Збройним Силам України» (2022), «За сприяння обороні» (2023);
9. Почесна грамота Державної судової адміністрації України (2012);
10. Відзнаки Начальника Харківського гарнізону (2022) та Командира 113-ї Окремої бригади територіальної оборони (2023);
11. Лауреат Премії імені Ярослава Мудрого (2008, 2012);
12. Відзнака Начальника Харківського гарнізону «За оборону міста-героя Харків» (2022);
13. Відзнака Командира 113-ї Окремої бригади територіальної оборони «Медаль 113-ї Окремої бригади територіальної оборони» (2023);
14. Відзнака Начальника Харківського гарнізону «За визволення Харківської області» (2023);
15. Відзнака Начальника Харківського гарнізону «Волонтерська доблесть» (2023);
16. Медаль Міністерства оборони України «За зміцнення обороноздатності» (2024);
17. Відзнака Командувача Повітряних Сил Збройних Сил України — пам'ятний нагрудний знак «За сприяння Повітряним Силам Збройних Сил України» (2024);
18. Відзнака Командира 302-ї зенітної ракетної Харківської бригади (2025).

## Внесок в розвиток науки конституційного права
Є одним із фундаторів доктрини «державно-правових конфліктів» у конституційному праві. Основа для формування відповідної доктрини закладена у таких наукових дослідженнях професора:
- Державно-правові конфлікти в теорії та практиці конституційного права: монографія / Ю. Г. Барабаш; Нац. юрид. акад. України ім. Я. Мудрого. Х.: Право, 2008. 220 c. (Юриспруденція). укр. Режим доступу: https://drive.google.com/file/d/0B9IFDVe8b9Z_N3Q3UmI2OHMyWk0/view?resourcekey=0-tfQF49AVSAn0SkACpyNVlg.
- Державно-правові конфлікти на сучасному етапі державотворення: конституційно-правовий аспект [Текст]: дис. ... д-ра юрид. наук: 12.00.02 / Барабаш Юрій Григорович; Нац. юрид. акад. України ім. Ярослава Мудрого. Харків, 2009. 415 арк. Бібліогр.: арк. 375–415.
- Державно-правові конфлікти на сучасному етапі державотворення: конституційно-правовий аспект: автореф. дис... д-ра юрид. наук: 12.00.02 / Ю. Г. Барабаш; Нац. юрид. акад. України ім. Я. Мудрого. Х., 2009. 35 c. укр.
- Про використання терміна «конфлікт» у конституційному законодавстві / Ю. Г.  Барабаш // Вісник Академії правових наук України. Х.: Право, 2008. № 1(52). С. 79–88. Режим доступу: https://dspace.nlu.edu.ua/bitstream/123456789/5579/1/Barabash_79.pdf.
- Державно-правові конфлікти: поняття, сутність, ключові ознаки / Ю. Г.  Барабаш // Вісник Львівського Університету. Серія юридична. Л.: ЛДУ, 2008. Вип. 47. С. 67–75. Режим доступу: https://dspace.nlu.edu.ua/bitstream/123456789/441/1/visnyk_47%2067.pdf.
- Державно-правовий конфлікт як категорія науки конституційного права / Ю. Г. Барабаш // Форум права. 2008. № 2. С. 15–20.
- Попередження і врегулювання державно-правових конфліктів: теоретико-методологічні засади / Ю. Г. Барабаш // Проблеми законності: респ. міжвідом. наук. зб. Харків, 2008. Вип. 97. С. 34–42. Режим доступу: https://dspace.nlu.edu.ua/bitstream/123456789/8624/1/Barabash.pdf.
- Державно-правові конфлікти: причини, наслідки, вибори як форма їх розв’язання // Вісн. Центр. вибор. комісії. 2007. № 2.С. 28–32.
- Конфліктогенний потенціал конституційної реформи (правовий аналіз) / Ю. Г. Барабаш // Держава і право. Юрид. і політ. науки: зб. наук. пр.. 2008. Вип. 40. С. 121–127. Бібліогр.: 8 назв. укр.
- Загальні фактори, що впливають на стан та динаміку державно-правових конфліктів: конституційно-правовий аспект / Ю. Г. Барабаш // Наук. вісн. Дніпропетр. держ. ун-ту внутр. справ України. 2008. № 3(39). Д.: Дніпропетр. держ. ун-т внутр. справ, 2008. C. 13–21.